# Meenoplus claustrophila
Meenoplus claustrophila är en insektsart som beskrevs av Hoch och Asche 1993. Meenoplus claustrophila ingår i släktet Meenoplus och familjen Meenoplidae.
Artens utbredningsområde är Spanien. Inga underarter finns listade i Catalogue of Life.